# Provincia del Alto Magdalena
La provincia del Alto Magdalena es una provincia del departamento de Cundinamarca, Colombia, compuesta por ocho municipios, con una población total de 152.271 habitantes según el censo del DANE en el 2005. La capital de la provincia es la ciudad de Girardot, que cuenta con una población de 108.720 habitantes.

## Alto, Centro y Bajo Magdalena
Las provincias que están bañadas por el río Magdalena, por las zonas alta, centro y baja en Cundinamarca se llaman de sur a norte: Alto Magdalena, Magdalena Centro y Bajo Magdalena.

## Situación geográfica
La provincia del Alto Magdalena, como su nombre indica, está bañada por el río Magdalena en Cundinamarca y goza de una temperatura promedio de 23 °C a 35 °C. Esta provincia hace parte de una región que el "Plan de Ordenamiento Territorial" estima en 4.045 km² y una población que supera los 600.000 habitantes.
Límites
- Norte: Provincia de Magdalena Centro
- Sur: Río Magdalena y el departamento del Tolima
- Oriente: Provincias del Tequendama y Sumapaz
- Occidente: Río Magdalena y el departamento del Tolima

## Organización territorial
La Provincia del Alto Magdalena está integrada por ocho municipios:
- Agua de Dios
- Girardot, capital de la Provincia.
- Guataquí
- Jerusalén
- Nariño
- Nilo
- Tocaima
- Ricaurte.[2]

## Economía
El plan de competitividad "Girardot 2007-2019", muestra como eje económico de esta zona un sector turístico (en especial en los municipios de Ricaurte, Nilo, Tocaima y Girardot) y un sector académico, debido a la buena cantidad de sedes regionales de universidades destacadas que se encuentran ubicadas en la capital de esta provincia, como por ejemplo, la Universidad Piloto de Colombia, Seccional del Alto Magdalena, ubicada en Girardot. 
Aunque no es clúster, se destaca igualmente el sector agropecuario en la producción de oleaginosos (maíz, ajonjolí, sorgo), cereales, algodón y café, especialmente en el sector del área metropolitana de Girardot. En el sector pecuario la producción de cárnicos es importante y en el sector minero se destaca la producción de yeso.
La infraestructura hotelera, los bienes inmuebles y edificaciones forman parte importante de la economía del Alto Magdalena, al igual que la cobertura de establecimientos de salud como hospitales y clínicas de gran calidad. Dentro de estos se destacan: el Hospital San Rafael de Girardot, el Hospital Marco Felipe Afanador en Tocaima, la Clínica de Especialistas, La Clínica San Sebastián y Coomeva en Girardot.
Debido a la gran afluencia turística, el sector comercial está altamente desarrollado, especialmente en Girardot y los centros urbanos más alejados como los de Agua de Dios y Tocaima.

## División administrativa
La provincia del Alto Magdalena se divide en ocho municipios administrativamente independientes. Sin embargo, en relación con la regulación de actividades comerciales y tributarias dependen de Girardot.
Girardot, la capital de la provincia del Alto Magdalena, posee una estructura administrativa líder en la región, desde la cual se manejan las actividades económicas de los demás municipios. Con un área de 129 km², tiene una población oficial de 95.496 habitantes.
Las siguientes organizaciones son algunas de las que prestan servicios regionales: 
- Cámara de Comercio de Girardot
- Corporación Universitaria Minuto de Dios
- Dirección de Impuestos y Aduanas Nacionales de Colombia
- Terminal de Transportes de Girardot
- Hospital Universitario San Rafael
- Banco de La República
- Unidad Municipal de Asistencia Técnica Agropecuaria
- Casa de la Justicia de Girardot
- Universidad de Cundinamarca Seccional Girardot
- Universidad Piloto de Colombia Seccional Alto Magdalena
- Instituto Colombiano de Bienestar Familiar
- CAR - Corporación Autónoma Regional Girardot
- Canal DW Televisión
- Casa de la Cultura de Girardot

Agua de Dios es el segundo municipio más importante de la provincia del Alto Magdalena. Con un área de 114 km² y una población de 13.615 habitantes, se ha convertido en el cuarto municipio más poblado de la región. Agua de Dios se destaca ampliamente en la región y en el país por ser el centro urbano más especializado en el tratamiento y atención a los pacientes con la enfermedad de Hansen. 
Instituciones que prestan un servicio regional:
- Corsohansen, corporación social para la rehabilitación del enfermo de Hansen y sus consanguíneos.
- Sanatorio de Agua de Dios.
- Unidad Municipal de Asistencia Técnica Agropecuaria.

## Educación
En Girardot se encuentran la mayoría de centros de educación superior ubicados en la provincia del Alto Magdalena, mencionados en el anterior enlace. Sin embargo destaca la presencia de la UNAD y de la Universidad del Bosque en Agua de Dios. En general la cobertura académica de la población infantil es buena y creciente.

### Educación superior
Las universidades que hacen presencia en el Alto Magdalena son:
- La Universidad de Cundinamarca en Girardot.
- La Universidad Nacional Abierta y a Distancia en Girardot y en Agua de Dios.
- La Universidad Piloto de Colombia Seccional Alto Magdalena en Girardot.
- La Corporación Universitaria Minuto de Dios en Girardot.
- La Universidad del Bosque en Agua de Dios.
- La Universidad del Tolima en Girardot y Agua de Dios.
- La Corporación Escuela de Artes y Letras, Institución Universitaria.

## Turismo
- Reinado Nacional del Turismo en Girardot.
- Festival del Río en Girardot.
- Carrera Atlética en Girardot.
- Isla del Sol en Ricaurte.
- Museo paleontológico y arqueológico cultura panche en Guataquí.
- Las fiestas y el Reinado de la Simpatía en Agua de Dios.
- Hotel Catay y pozos azufrados en Tocaima.

## Galería fotográfica

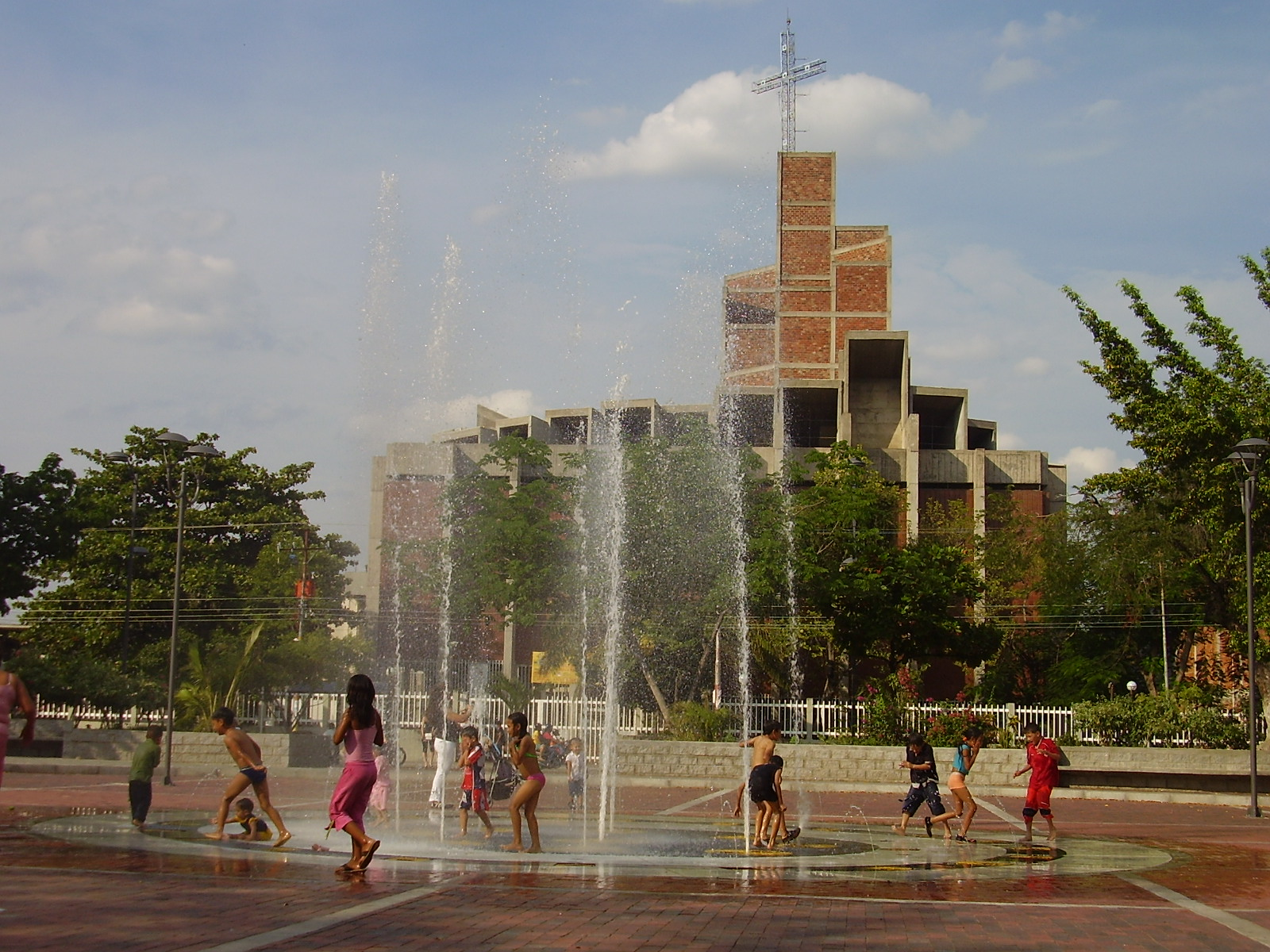
Catedral y parque principal de Girardot.
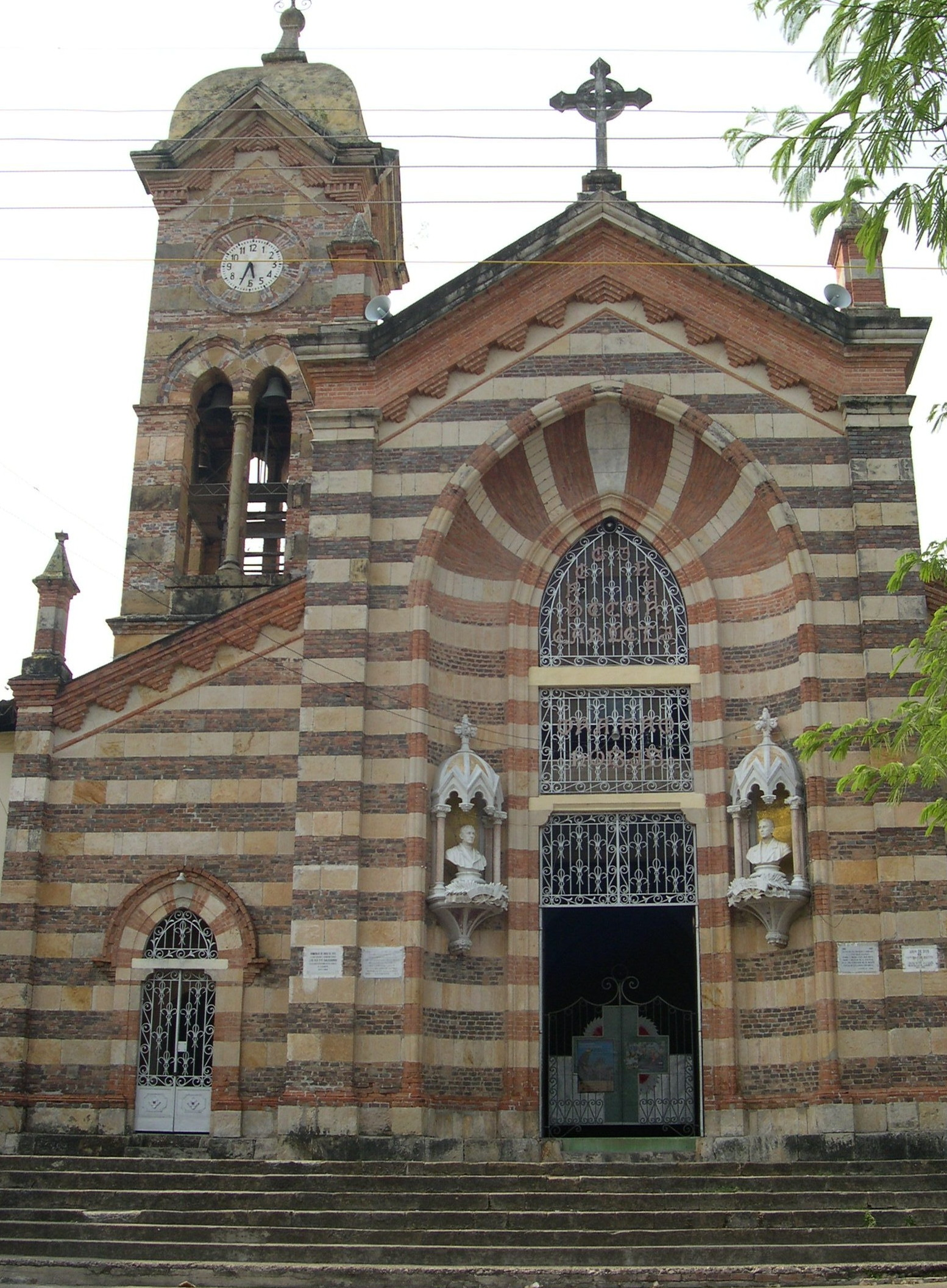
Iglesia de Agua de Dios.
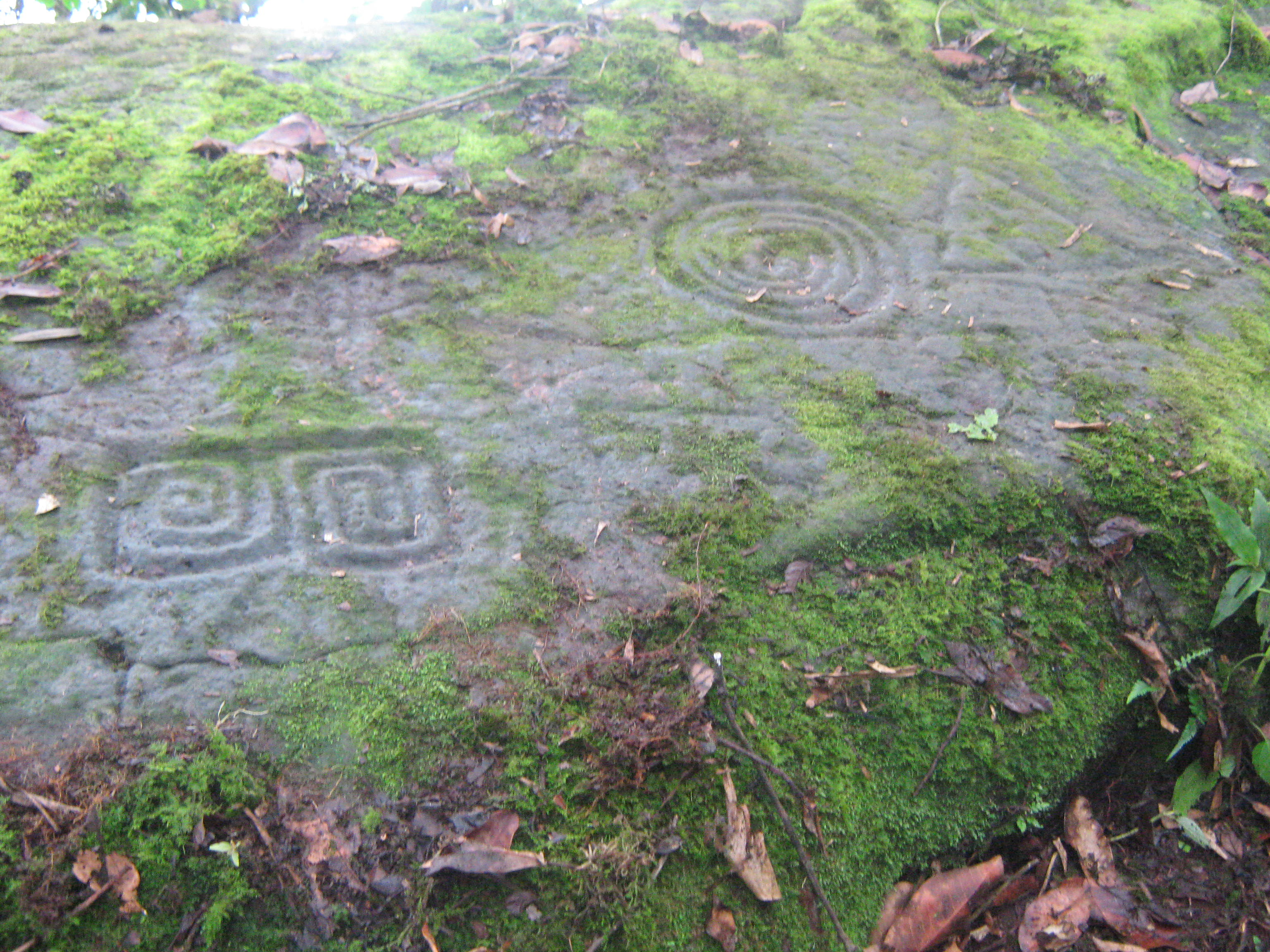
Arte rupestre en Nilo.
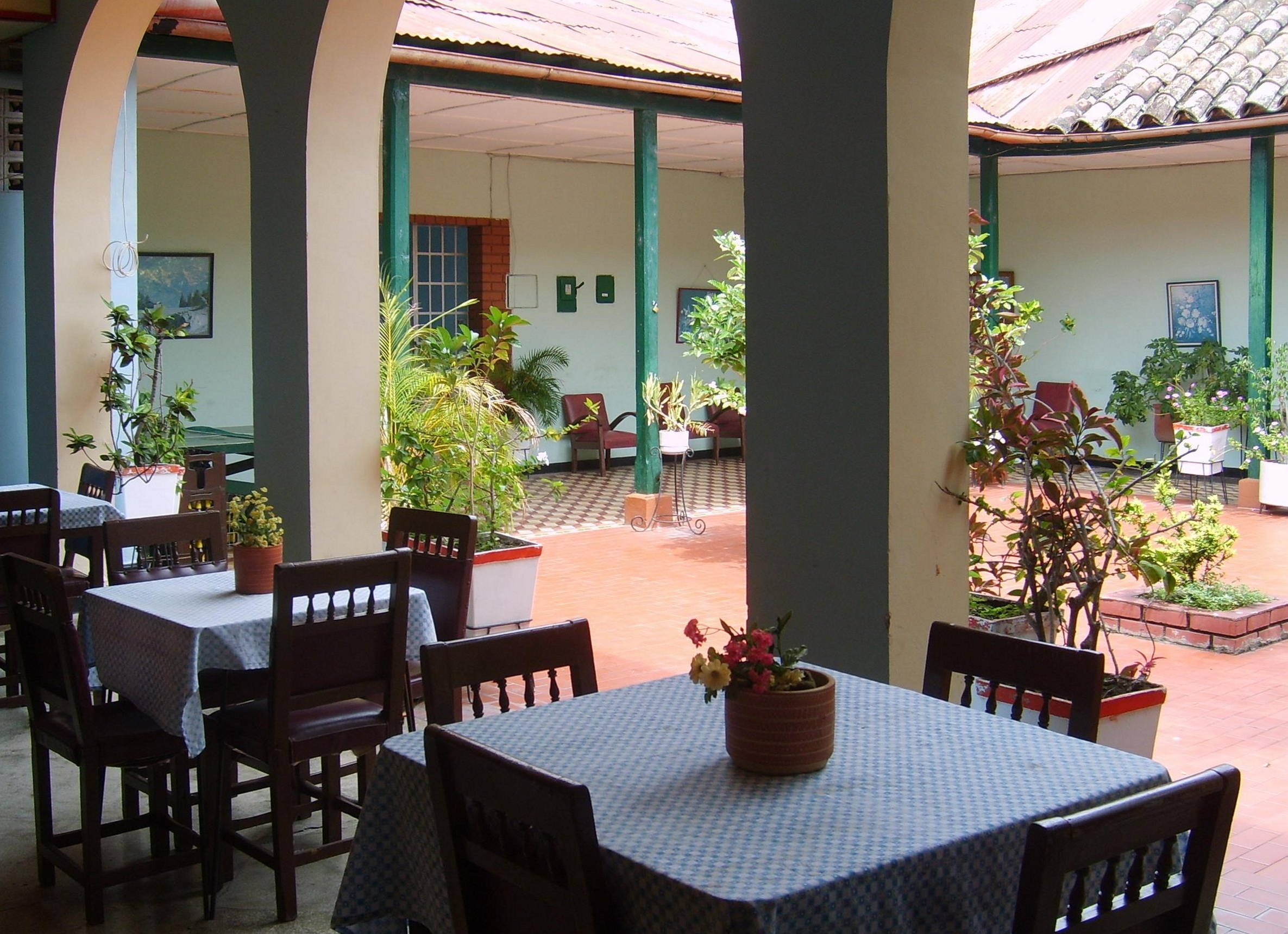
Hotel Guacana en Tocaima.
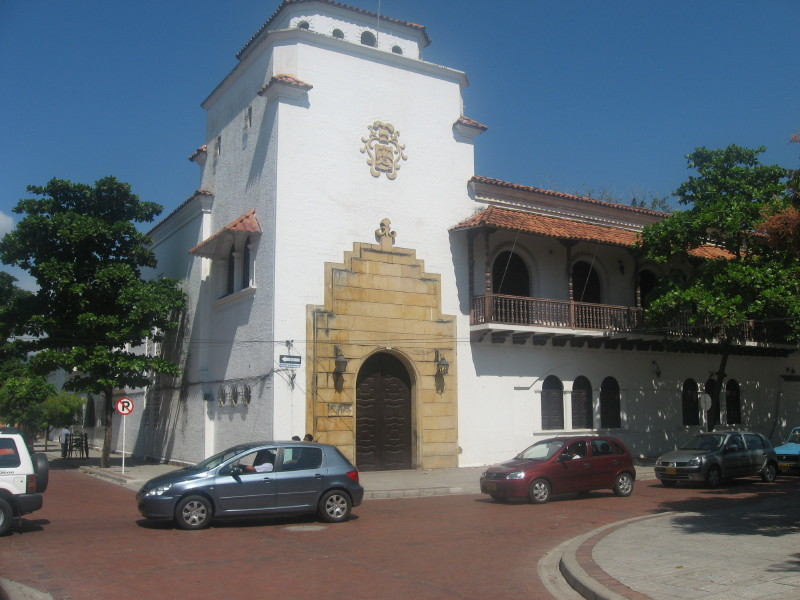
Club Unión de Girardot.